# Burewestnik-Gletscher
Der Burewestnik-Gletscher (bulgarisch ледник Буревестник lednik Burewestnik) ist ein 4,2 km langer und 3,5 km breiter Gletscher auf der Pasteur-Halbinsel der Brabant-Insel im Palmer-Archipel westlich der Antarktischen Halbinsel. Er fließt östlich des Podajwa-Gletschers und nördlich des Lister-Gletschers von den Nordhängen der Stribog Mountains in nordöstlicher Richtung und mündet östlich des Marinka Point sowie nordwestlich des Levenov Point ins Meer.
Britische Wissenschaftler kartierten ihn 1980 und 2008. Die bulgarische Kommission für Antarktische Geographische Namen benannte ihn 2015 nach dem bulgarischen Trawler Burewestnik, der unter Kapitän Nikola Lewenow zwischen Dezember 1974 und Februar 1975 in den Gewässern um die Kerguelen operiert hatte.